# Марија Исабел
Марија Исабел (шп. María Isabel López Rodríguez) је шпанска певачица која је победила на Дечјој песми Евровизије 2004. са песмом Antes Muerta que Sencilla (Пре мртва, него обична).

## Биографија
Марија је рођена 4. јануара 1995. у Ајамонтеу у Шпанији. Интересовање за плес и певање, показивала је још као дете. То ју је одвело на такмичење где се бирао шпански представник за Дечју песму Евровизије 2004. Победила је са синглом Antes muerta que sencilla. Са истом песмом представила се на Дечјој песми Евровизије где је такође тријумфовала. Тиме је поставила два рекорда; највише икада освојених поена на овом такмичењу (171 поен) и највећа бодовна разлика између првопласираног и другопласираног (31 поен). Ово је била и Дечја Евровизија са највећим бројем учесника, тада 18. Њене рекорде су касније разбиле Анастасија Петрик (највећа бодовна разлика између првопласираног и другопласираног) и Дестини Чукуњере (највише икада освојених поена на овом такмичењу) и то обе за 4 поена.
Током учествовања, била је стара 9 година, 10 месеци и 6 дана, тиме поставши најмлађи победник на Дечјој песми Евровизије (сестре Толмачев су биле старије само 10 дана). Три године касније, 2007. је донесено правило да учесници морају имати између 10 и 15 година, што је чини и најмлађим победником на овом такмичењу икада.
Њен победнички сингл постаје хит у Шпанији, а успех доживљава и у земљама Латинске Америке; Аргентини, Колумбији, Порторику и многим другим.
Дана 29. децембра 2015, Марија Исабел је најављена као једна од 6 кандидата за избор представника Шпаније на Песми Евровизије 2016. Она се представила песмом La vida sólo es una заузевши 4. место са освојених 68 поена.